# Jaroslaw Issatschenkow
Jaroslaw Issatschenkow (ukrainisch Ярослав Ісаченков, engl. Transkription Yaroslav Isachenkov; * 2. März 1995) ist ein ukrainischer Leichtathlet, der sich auf den Weitsprung spezialisiert hat und auch im Dreisprung an den Start geht.

## Sportliche Laufbahn
Erste internationale Erfahrungen sammelte Jaroslaw Issatschenkow im Jahr 2017, als er bei den U23-Europameisterschaften in Bydgoszcz mit einer Weite von 15,56 m in der Dreisprungqualifikation ausschied. 2019 nahm er im Weitsprung an der Sommer-Universiade in Neapel teil und belegte dort mit 7,49 m den zwölften Platz. Anschließend siegte er mit 7,89 m bei den Balkan-Meisterschaften in Prawez. Im Jahr darauf gewann er bei den Balkan-Hallenmeisterschaften in Istanbul mit 7,79 m die Silbermedaille und im September wurde er bei den Freiluftmeisterschaften in Cluj-Napoca mit 7,59 m Vierter. 2021 klassierte er sich bei den Balkan-Meisterschaften in Smederevo mit 7,40 m auf dem siebten Platz und 2024 gelangte er bei den Balkan-Hallenmeisterschaften in Istanbul mit 7,48 m auf den siebten Platz.
In den Jahren 2020 und 2023 wurde Issatschenkow ukrainischer Meister im Weitsprung im Freien sowie 2023 und 2024 in der Halle.

## Persönliche Bestleistungen
- Weitsprung: 7,97 m (+1,1 m/s), 29. August 2020 in Luzk
- Dreisprung: 16,12 m (0,0 m/s), 22. Juni 2017 in Kropywnyzkyj